# Přemysl Michálek
Přemysl Michálek (3. července 1936 – 15. listopadu 2022) byl český stavební inženýr a politik za Občanskou demokratickou stranu, po sametové revoluci československý poslanec Sněmovny lidu Federálního shromáždění.

## Život
Narodil se v Ostravě 3. července 1936 manželům Miladě a Přemyslu Michálkovým. Do dětství jemu a jeho o dva roky mladšímu bratrovi Pavlovi zasáhly tragické události 2. světové války. V roce 1941 zatklo gestapo jeho otce, který byl pak následujícího roku popraven, za což po válce dostal prezidentské ocenění a jeho jméno je dnes uvedeno na pamětní desce ostravské pošty. Další rána přišla, když v roce 1944 zničila bomba jejich dům ve Slezské Ostravě. Po válce se rodina přestěhovala do Opavy. Jeho maminka se po druhé provdala a narodil se jí třetí syn Jaromír. V Opavě absolvoval Přemysl Michálek gymnázium. Na studiu vynikal v mnoha sportech, zejména v atletice, kde měl na kontě i několik dorosteneckých rekordů.
V roce 1954 byl přijat na Vysokou školu stavitelství, dnešní VUT, v Brně obor konstruktivně dopravní. Zde také potkal svou budoucí manželku Marii, se kterou se 6. listopadu 1958 oženil. Následujícího roku se jim narodila dcera Simona a další rok dcera Marie. Po ukončení studia nastoupil v roce 1960 na umístěnku v šumperské pobočce státního podniku Silnice, projektoval celou řadu silnic a mostů. Nikdy nevstoupil do KSČ.
Po roce 1989 se začal aktivně věnovat politice. Byl u zrodu Občanského fóra a následně se stal členem ODS. Ve volbách roku 1992 kandidoval za ODS, respektive za koalici ODS-KDS, do Sněmovny lidu (volební obvod Severomoravský kraj). Mandát nabyl až dodatečně v září 1992 jako náhradník. Ve Federálním shromáždění setrval do zániku Československa v prosinci 1992.
Po ukončení poslaneckého mandátu nastoupil v roce 1993 na Ministerstvo dopravy ČR, v dalších letech pracoval na Ředitelství silnic a dálnic a také jako poradce ve Státním fondu dopravní infrastruktury. V senátních volbách roku 1996 kandidoval do horní komory českého parlamentu za senátní obvod č. 65 – Šumperk, coby kandidát ODS. V 1. kole získal přes 25 % hlasů a byl nejúspěšnějším kandidátem. V 2. kole ho ovšem porazil sociální demokrat Václav Reitinger.
Politice zůstal věrný, aktivně pracoval v ODS a byl delegátem několika celostátních sněmů ODS.
Jako přední odborník v oboru výstavby silnic externě pracoval až do své smrti i přes zdravotní omezení, která mu postupně zhoršovala mobilitu. Ing. Michálek byl aktivní i v komunální politice. Pracoval 20 let v Dopravní komisi Rady města Šumperka, angažoval se i v oblasti ochrany zvířat a stál u zrodu Šumperského hafana.
Spolu s manželkou vychoval dvě dcery, měl tři vnuky a jednu vnučku a toho času čtyři pravnoučata. Zemřel 15. listopadu 2022 ve věku 86 let.